# Жан Бусико
Жан Бусико (1366-1421) је био француски маршал.

## Биографија
Жан Бусико је био витез необичне храбрости и велике физичке снаге и окретности. Врло рано је продро међу водеће француске ратнике. Учествовао је у Никопољском крсташком рату где је заробљен у одсудној Никопољској бици (1396). Три године касније нашао се на челу француске армије која је пристизала у помоћ Византији. Његов пустоловни живот је више пута описиван у литератури.